# Ausard (prowincja)
Ausard – prowincja w marokańskim podziale administracyjnym utworzonym przez rząd Maroka na obszarze spornego terytorium Sahary Zachodniej.
Prowincja Ausard jest częścią regionu Ad-Dachla-Wadi az-Zahab. Jest to granicząca z Mauretanią, najbardziej wysunięta na południe prowincja w podziale administracyjnym Maroka. Większa jej część jest kontrolowana przez to państwo. Na wschodzie i w wąskim pasku na południu, za wałem zachodniosaharyjskim, kontrolę sprawuje, nieuznawana na arenie międzynarodowej, Saharyjska Arabska Republika Demokratyczna. 
Na terenie prowincji znajdują się jedna gmina miejska (Municipality) i pięć gmin wiejskich (Rural commune):
- Al-Kuwajra (miasto widmo pod kontrolą Mauretanii)

Pod kontrolą Maroka:
- Ausard
- Tiszla
- Bir Kanduz

Pod kontrolą SARD: 
- Akwinit(inne języki)
- Zug(inne języki)

W 2004 r. populacja w kontrolowanej przez Maroko części prowincji wynosiła 7 689 osób. W 2014 r. wzrosła do 16 190 osób.